# Ramush Haradinaj
Ramush Haradinaj, född den 3 juli 1968 i Gllogjan i Kosovo i dåvarande Jugoslavien, är en kosovoalbansk politiker, partiledare för AAK (Alliansen för Kosovos framtid).
När konflikten mellan provinsen Kosovo och regeringen i Serbien intensifierades åkte Haradinaj tillbaka och anslöt sig till Kosovos befrielsearmé (UÇK). Haradinaj började med att förse UÇK med vapen från den albanska staden Tropoja och utsågs senare till befälhavare för UCK:s trupper i regionen Dukagjin. År 1998 inledde Haradinaj en offensiv mot serbiska regeringstrupper i sin hemby Gllogjan som varade tills kriget slut den 11 juni 1999. Den 3 december 2004 valdes han till premiärminister i Kosovos regering. I mars 2005 meddelade Haradinaj att han avgår som premiärminister på grund av anklagelser om krigsbrott begångna under kriget och en möjlig rättegång i Internationella krigsförbrytartribunalen för det forna Jugoslavien i Haag.
Haradinaj friades 2008 av domstolen, och domen upphävdes i juli 2010 varvid Haradinaj åter greps och överlämnades till krigsförbrytartribunalen i Haag.
Den 29 november 2012 friades Haradinaj åter av krigsförbrytartribunalen. Han anlände samma dag till Pristina, där han togs emot som hjälte med fyrverkerier, musik och egen scen där han och hans försvarare fick hålla tal inför en folkmassa på ca 3 000 till 4 000 personer.
I juni 2015 greps Haradinaj i Slovenien, men blev efter internationella påtryckningar frisläppt efter två dagar. Den 4 januari 2017 blev Haradinaj återigen gripen, denna gång av fransk gränspolis på Basel-Mulhouse-Freiburg flygplats, internationellt efterlyst och anklagad av Serbien för krigsbrott som skall ha begåtts under kriget på 1990-talet.  Frankrike skulle skicka honom till Serbien för sin dom, men fransmännen släppte honom och han åkte tillbaka till Kosovo. Han blev frisläppt den 12 januari.